# Émile Scaremberg
Émile Scaremberg (1863-1938) était un ténor français originaire de Besançon.

## Biographie
Émile Scaremberg (parfois orthographié Scaramberg) est né le 26 avril 1863 dans la ville de Besançon, en Franche-Comté. 
Après avoir fait ses études à Paris, il prit des leçons de chant dans la capitale comtoise avec un ténor connu sous le nom de Perrin et poursuivit ses études avec Charles Nicot (1843–1899). Scaremberg fait ses débuts au théâtre national de l'Opéra-Comique en avril 1893 dans compagnie Richard Cœur-de-Lion d'André Grétry. Il a également commencé à apparaître dans les maisons d'opéra dans les villes de Bordeaux, Lyon (où il chante Werther), Marseille, Nantes, Nice et Vichy et en 1894, il chanta Turiddu à Monte-Carlo. Il est inclus l'une des plus grandes compilations de chants classiques, The EMI Record of Singing. Scaremberg s'est également produit en 1897 à l'hôtel de Besançon-les-Bains, dans Roméo et Juliette, la Favorite ainsi que dans Lakmé. Il participa à de nombreuses représentations, comme à Londres et en Belgique avant que de soudaines difficultés vocales ne le poussent à revenir à Besançon pour y enseigner le chant.
Il meurt le 26 février 1938 dans la ville qui l'a vu naître, et fut enterré dans le cimetière des Chaprais. Une rue de Besançon porte son nom, dans le quartier Palente-Orchamps.

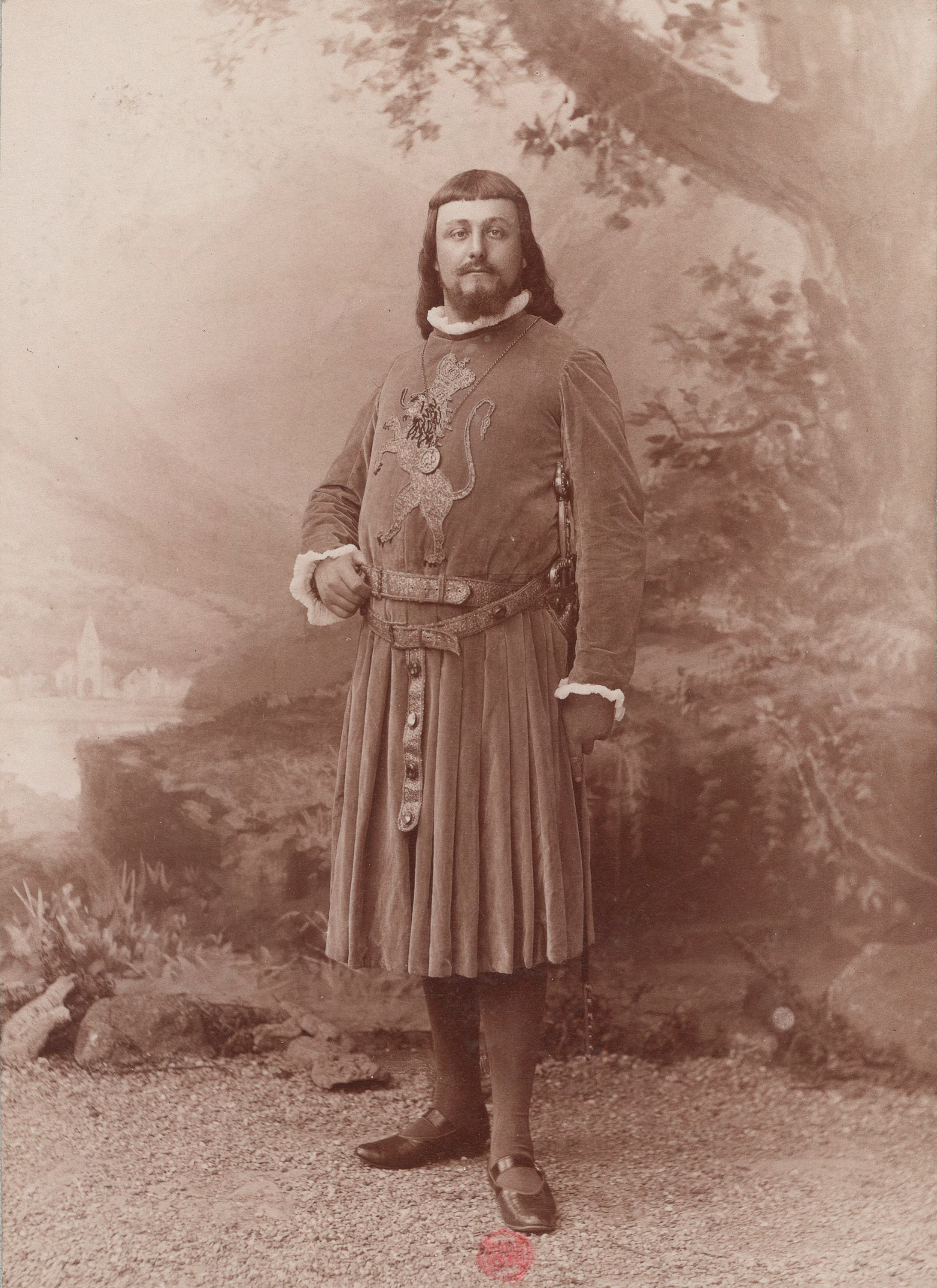
Émile Scaremberg en 1894 dans le rôle de Richard Coeur de Lion par Nadar